# Doslern Károly
Doslern Károly (18. század) bölcselet- és orvosdoktor.

## Élete
Győrből származott, Bécsben végezte tanulmányait. Később Esterházy Károly püspök bizalmasa lett. 1784-ben Heves megyei orvossá nevezték ki. 1789-ben a kevés fizetés miatt nem vállalta el Egerben a városi orvosi állást, így helyette riválisa, Markhot Ferenc kapta ideiglenesen ezt a megbízást. Markhot halála után 1808-tól Doslerné lett annak egykori lakóháza.

## Munkája
- Dissertatio inaug. medica exhib. divisionem oleorum in genere ex tribus regnis petitam. Viennae, 1777